# Liste des guerres de l'Afghanistan
Cet article liste les guerres auxquelles a participé l'Afghanistan depuis l'assassinat de Georges XI.

## Liste
| Conflit                                              | Afghanistan et alliés                                           | Ennemis                                                            | Issue                            | Commentaires |
| ---------------------------------------------------- | --------------------------------------------------------------- | ------------------------------------------------------------------ | -------------------------------- | --- |
| Hotaki (1709-1738)                                   |                                                                 |                                                                    |                                  | |
| Guerre ottoman-hotaki (en) (1726-1727)               | Empire Hotaki                                                   | Empire ottoman                                                     | Paix                             | Traité de Hamedan (en). |
| Seconde campagne de Hérat (en) (1730-1732)           | Empire Hotaki                                                   | Séfévides                                                          | Victoire perse                   | Le Hérat repasse sous la suzeraineté perse. |
| Sultanat de Hérat (1717-1732)                        |                                                                 |                                                                    |                                  | |
| Première campagne de Hérat (en) (1729)               | Sultanat de Hérat                                               | Séfévides                                                          | Victoire perse                   | Le sultanat devient vassal des Séfévides. |
| Empire durrani (1747-1823)                           |                                                                 |                                                                    |                                  | |
| Troisième bataille de Panipat (1761)                 | Empire durrani                                                  | Empire marathe                                                     | Victoire afghane                 | Coup d'arrêt à l'expansion marathe en Inde du Nord. |
| Campagne afghano-sikhe du Cachemire (en) (1812-1813) | Empire durrani Empire sikh                                      | État du Cachemire d’Ata Khan                                       | Victoire afghano-sikhe           | L'empire durrani occupe le Cachemire. |
| Émirat d'Afghanistan (1823-1926)                     |                                                                 |                                                                    |                                  | |
| Première guerre anglo-afghane (1839-1842)            | Émirat d'Afghanistan                                            | Empire britannique Compagnie britannique des Indes orientales      | Victoire afghane                 | Retrait britannique. Retour de Dost Mohammad Khan sur le trône afghan. |
| Troisième campagne de Hérat (en) (1862-1863)         | Émirat d'Afghanistan                                            | Principauté de Hérat (en)                                          | Victoire afghane                 | Le Hérat est incorporé à l'Afghanistan. |
| Seconde guerre anglo-afghane (1878-1880)             | Émirat d'Afghanistan                                            | Empire britannique Raj britannique                                 | Indécise                         | Traité de Gandomak : prise de contrôle britannique de la politique étrangère afghane. |
| Troisième guerre anglo-afghane (1919)                | Émirat d'Afghanistan                                            | Empire britannique                                                 | Victoire afghane                 | Traité de Rawalpindi : indépendance diplomatique de l'Afghanistan. Abandon des prétentions britanniques. |
| Royaume d'Afghanistan (1926-1973)                    |                                                                 |                                                                    |                                  | |
| Guerre civile afghane de 1928 (en) (1928-1929)       | Royaume d'Afghanistan Union soviétique                          | Émirat d'Afghanistan Mouvement Basmatchi                           | Victoire de la dynastie Barakzai | Les rebelles saqqawistes sont vaincus. |
| Révoltes tribales afghanes (1944-1947)               | Royaume d'Afghanistan                                           | Mangal, Safi et Zadran                                             | Victoire du gouvernement         | Soulèvement en faveur de l'ancien roi Amanullah Khan qui se termine par la reddition des tribus pachtounes rebelles. |
| République d'Afghanistan (1973-1978)                 |                                                                 |                                                                    |                                  | |
| Révolution de Saur (1978)                            | République d'Afghanistan                                        | Parti démocratique populaire d'Afghanistan (PDPA)                  | Victoire du PDPA                 | Prise de contrôle communiste du pays. Assassinat du président Mohammad Daoud Khan et de sa famille. |
| République démocratique d'Afghanistan (1978-1987)    |                                                                 |                                                                    |                                  | |
| Guerre d'Afghanistan (1979-1989)                     | République démocratique d'Afghanistan Union soviétique          | Moudjahidines : Hezb-e-Islami Gulbuddin Jamiat-e Islami et autres… | Victoire des Moudjahidines       | Confrontés à l'échec de la contre-insurrection face aux Moudjahidines, les Soviétiques retirent leurs forces (accords de Genève). |
| République d'Afghanistan (1987-1992)                 |                                                                 |                                                                    |                                  | |
| Guerre d'Afghanistan (1989-1992)                     | République d'Afghanistan                                        | Moudjahidines : Hezb-e-Islami Gulbuddin Jamiat-e Islami et autres… | Victoire des Moudjahidines       | Chute du gouvernement communiste. Proclamation de l'État islamique d'Afghanistan. |
| État islamique d'Afghanistan (1992-1996)             |                                                                 |                                                                    |                                  | |
| Guerre d'Afghanistan (1992-1996)                     | État islamique d'Afghanistan                                    | Hezb-e-Islami Gulbuddin Talibans Al-Qaïda                          | Victoire des Talibans            | Dostom et Massoud s'allient contre Hekmatyar. Émergence des Talibans en 1994 qui prennent Kaboul et une grande partie du pays. |
| Émirat islamique d'Afghanistan (1996-2001)           |                                                                 |                                                                    |                                  | |
| Guerre d'Afghanistan (1996-2001)                     | Émirat islamique d'Afghanistan (Talibans) Al-Qaïda              | Alliance du Nord                                                   | Indécise                         | Les Talibans gagnent peu à peu du terrain face à l'Alliance du Nord du commandant Massoud qui est assassiné en 2001. |
| République islamique d'Afghanistan (2001-2021)       |                                                                 |                                                                    |                                  | |
| Guerre d'Afghanistan (2001-2021)                     | République islamique d'Afghanistan États-Unis et autres… (FIAS) | Talibans Al-Qaïda Hezb-e-Islami Gulbuddin                          | Victoire des Talibans            | Invasion de l'OTAN à la suite des attentats du 11 septembre 2001. Mort de Ben Laden en 2011 et départ du gros des troupes en 2014. Face à l'impasse de la contre-insurrection, les États-Unis se retirent en 2021 (accord de Doha) et les Talibans reprennent Kaboul. |
| Émirat islamique d'Afghanistan (depuis 2021)         |                                                                 |                                                                    |                                  | |
| Conflit du Panchir (depuis 2021)                     | Émirat islamique d'Afghanistan (Talibans)                       | Front national de résistance                                       | En cours                         | |